# Cantabria Bisons
Cantabria Bisons (Bisontes de Cantabria) es un equipo de fútbol americano de Santander (Cantabria, España) que compite en la Liga Nacional de Fútbol Americano (LNFA).

## Historia y trayectoria
El Club Deportivo Elemental Cantabria Bisons se fundó oficialmente el 11 de marzo del 2011 en Santander (Cantabria). El primer partido de la historia de los Cantabria Bisons se jugó el 12 de marzo de 2011 en Gijón ante los Gijón Mariners, en la modalidad de flag football. En la modalidad de tackle 7x7, el primer partido fue el 26 de noviembre de 2011 ante los Venta de Baños White Sharks en Venta de Baños (Palencia) con un resultado de 25-39 favorable a los cántabros. 
El 24 de marzo de 2012, los Bisons celebraron su primer partido como locales, en La Albericia (Santander), ante Oviedo Madbulls. Aquel día los Cantabria Bisons hicieron un gran partido en el que vencieron por 32-6 en un campo abarrotado de público en el primer encuentro de fútbol americano de la historia de Cantabria.
Se incorporaron a la Liga Nacional de Fútbol Americano en la temporada 2013, militando en categorías nacionales (Series B y C) hasta el año 2015.
A partir del 2015 compiten en la Liga Norte de la FEFAPA, finalizando en los 3 primeros puestos de manera ininterrumpida. En 2016 se alzan con el campeonato tras realizar una perfect season y en 2019 se llevan el subcampeonato después perder en la final ante los Santurtzi Coyotes.
También en la temporada 2020 realizan una campaña perfecta hasta que esta se ve interrumpida por la pandemia de la Covid-19, parón deportivo que dura hasta la actualidad.
En la actual temporada 2021-2022, toman parte de la Serie B de la FEFA regresando a la competición nacional tras más de un lustro, participando al mismo tiempo en la liga organizada por la Federación Aragonesa.
Por su parte, la sección femenina tomó parte en la Liga Norte Femenina en el año 2016, finalizándola en segunda posición.

## Secciones y categorías
Los Cantabria Bisons cuentan con equipos en varias modalidades de fútbol americano: Equipo senior masculino en la modalidad tackle (fútbol con contacto), y equipo mixto en la categoría de flag football.
También ha existido en numerosas ocasiones a lo largo de su historia un equipo Junior, formado por jóvenes de entre 15 y 18 años, contando con una participación en Liga Nacional con un récord de 3-3.
Además, el club viene desarrollando un programa de escuela infantil de football flag enfocada a categorías inferiores, con el fin de formar deportivamente y en valores a sus más pequeños nuevos jugadores.

## Palmarés
- 1 Liga Norte Senior
- 1 subcampeonato de Liga Norte Senior